# 圣卡西安
圣卡西安（法語：Saint-Cassien，法語發音：[sɛ̃ kasjɛ̃]）是法国伊泽尔省的一个市镇，属于格勒诺布尔区。

## 地理
圣卡西安（45°21'36"N, 5°33'12"E）面积5.67 平方千米，位于法国奥弗涅-罗讷-阿尔卑斯大区伊泽尔省，该省份为法国东南部内陆省份，北起顺时针与安省、萨瓦省、上阿尔卑斯省、德龙省、阿尔代什省、卢瓦尔省和罗讷省。
与圣卡西安接壤的市镇（或旧市镇、城区）包括：瓦龙、穆瓦朗、拉米雷特、雷欧蒙。

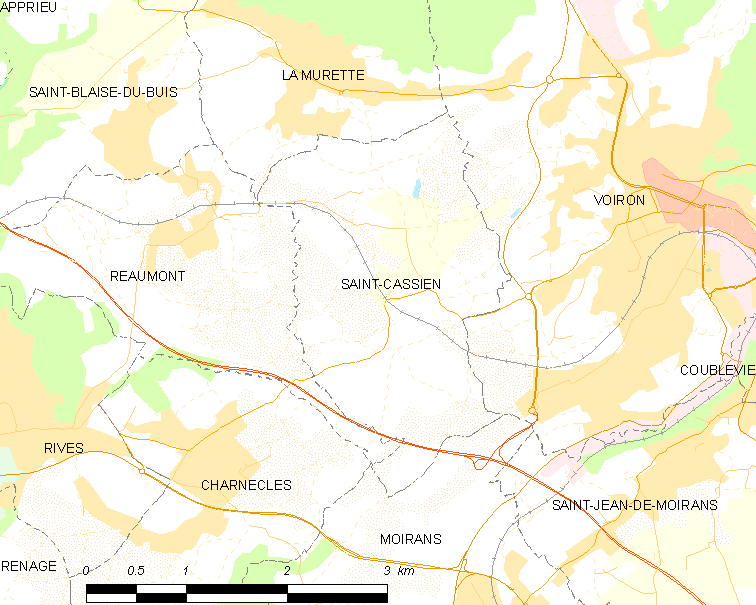
圣卡西安的OSM定位图

圣卡西安的时区为UTC+01:00、UTC+02:00（夏令时）。

## 行政
圣卡西安的邮政编码为38500，INSEE市镇编码为38373。

## 政治
圣卡西安所属的省级选区为瓦龙县。

## 人口

1962-2008年间圣卡西安人口变化图示

圣卡西安于2022年1月1日时的人口数量为1156人。